# Trairão
Trairão är en kommun i Brasilien.   Den ligger i delstaten Pará, i den centrala delen av landet, 1 500 km nordväst om huvudstaden Brasília. Antalet invånare är 16 885.
I omgivningarna runt Trairão växer i huvudsak städsegrön lövskog. Trakten runt Trairão är nära nog obefolkad, med mindre än två invånare per kvadratkilometer.